# دهه ۵۵۰ (پیش از میلاد)
دهه ۵۵۰ (پیش از میلاد) ۵۵مین دهه قبل از مبدا شروع تقویم میلادی است.